# Mexicali
Mexicali je hlavní a po Tijuaně druhé největší město mexického státu Baja California. Založeno bylo v roce 1903. Leží na severu země, na hranici USA-Mexiko. Na druhé straně hranice se rozkládá kalifornské město Calexico. Z ekonomického hlediska těží město ze své blízkosti USA, existuje zde řada průmyslových závodů (mimo jiné i tzv. maquiladoras). V roce 2020 zde žilo ve městě přibližně 854 tisíc obyvatel, v obvodu stejnojmenné územně-správní jednotky (municipality) pak 1,04 milionu osob. 
Panuje zde nejteplejší a nejsušší klima v rámci celého Mexika. Město se nachází v seismicky aktivní oblasti. 

## Galerie

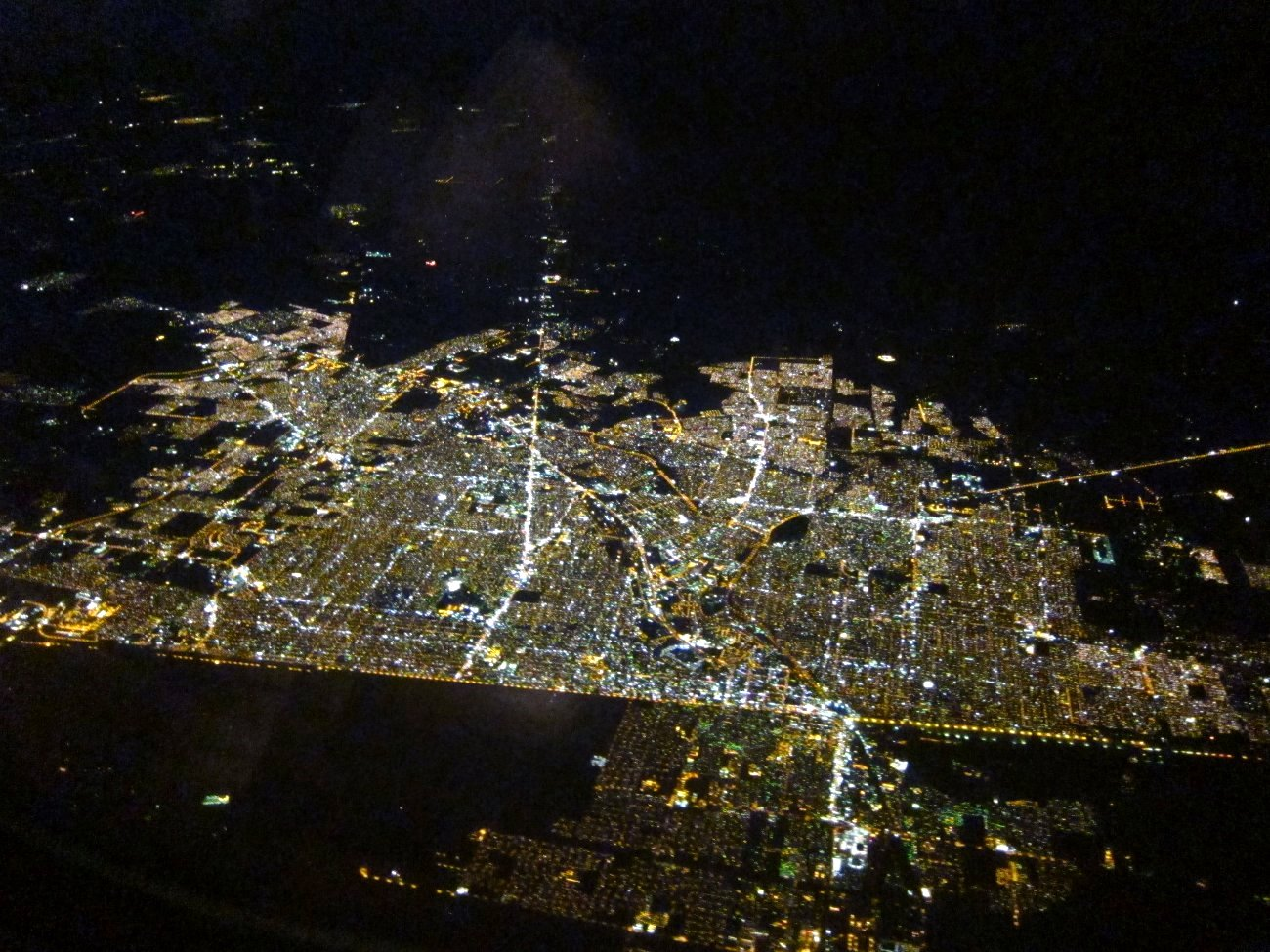
noční letecký snímek města
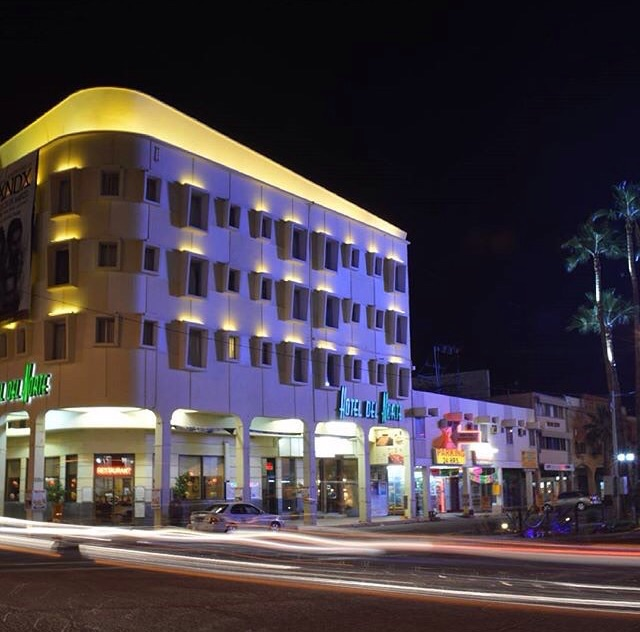
Hotel del Norte
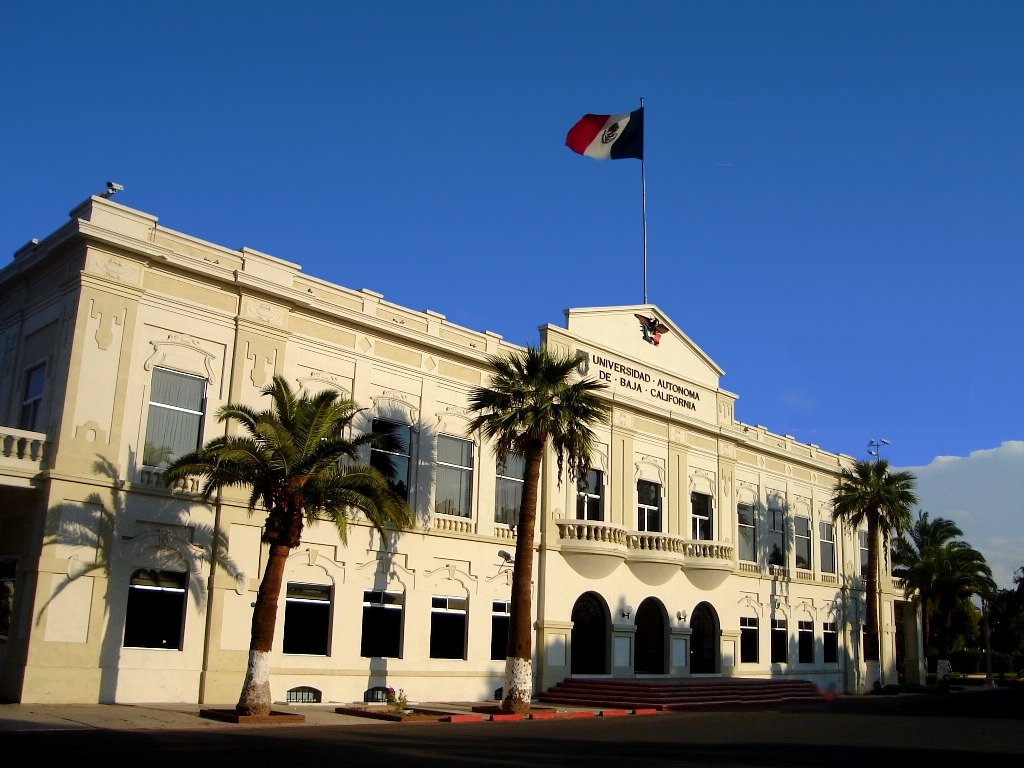
rektorát zdejší univerzity